# Sonia Rutstein
Sonia Rutstein ist eine US-amerikanische Künstlerin (Musik & Text, Gesang, Gitarre, Mundharmonika, Keyboard, Produzentin, Malerei), die zusammen mit ihrer Schwester Cindy Rutstein 1987 die Folk-Power-Pop-Band disappear fear gründete. Zur Original-Besetzung kam später noch der Gitarrist Howard Markman hinzu. Ihre Texte haben oft auch progressive politische Themen, handeln aber auch von Liebe und ihrem Leben in Baltimore. Aktiv setzt sich SONiA nicht nur in ihren Liedern für Frieden, Völkerverständigung, für die Rechte von Homosexuellen, Bisexuellen und Transsexuellen (LGBT rights) ein, sondern initiiert und unterstützt entsprechende Aktionen.

## Werdegang
Mit 17 gewann Sonia Rutstein den WKTK Radio Song Contest ("Best of Baltimore"). 1987 arbeitete Sonia Rutstein im Baltimore Center for Victims of Sexual Assault, welches nach einem neuen Namen suchte. Sonia schlug „The Disappear Fear Center“ vor, weil sie fest davon überzeugt ist, die Opfer von ihrer Angst zu befreien, ist eine der größten Herausforderungen und hat eine Kernfunktion in der Arbeit mit Opfern häuslicher Gewalt.
Nachdem der vorgeschlagene Name nicht für das Baltimore Center übernommen wurde, beschlossen Sonia und ihre Schwester Cindy den Titel „disappear fear“ als Band-Name und als Programm für ihr neu-gegründetes Musik-Duo zu verwenden. Der ursprüngliche Name des Duo sollte in Anlehnung an ihre jüdisch-europäischen Wurzeln THE FRANK SISTERS zur Erinnerung an Anne Frank lauten.
Das Geschwisterpaar veröffentlichte 5 Alben als Duo. Gemäß ihrer offiziellen Website verkauften sie bis 2009 über eine halbe Million Kopien ihrer Alben. Sie vermarkten ihre Musik über das eigene Label disappear records und haben 1994 als Band einen Vertrag mit Philo / Rounder Records unterschrieben. 1996 beendete Cindy Frank ihre regelmäßigen Auftritte mit der Band, um sich ihrer wachsenden Familie zu widmen. Ab und zu finden noch Gastauftritte von Cindy und ihrem Sohn Dylan Visvikis (Harmoniegesang, Klavier) statt.
Von 1996 bis 2004 startete Sonia Rutstein eine Solo-Karriere als SONiA, welche sie durch die Vereinigten Staaten und rund um den Globus führte. Sie veröffentlichte vier ausgezeichnete Alben unter ihrem eigenen Namen und etablierte sich als überzeugende, fesselnde und populäre Attraktion in der Welt der LGBT, Lilith Fair und alternativen Folk-Szene dank ihrer Passion für ihre Themen, der Ehrlichkeit ihrer Liedtexte, ihrer warmherzigen, positiven und ausgewählten Mischung von Folk, Pop, Rock, Blues, Weltmusik und Americana.
Im Oktober 2005 reformierte Sonia Rutstein (lead vocals, guitar, harmonica & piano) die Band disappear fear mit Laura Cerulli (percussion & vocals) und Angela Edge (bass guitar & trumpet).
Unter den wichtigsten Veranstaltungen waren ihre Auftritte beim March on Washington for Woman und Concert for Peace am Lincoln Memorial in Washington, DC zusammen mit Peter, Paul and Mary (März 2003). Ihr Bühnenleben führte sie um den gesamten Globus. Sie gab Konzerte in Israel und Palästina, wo sie während des zweiten Libanonkrieges ihr Konzert in einem Schutzraum vor Bomben spielte, auf den Fidschi-Inseln und im Opernhaus von Sydney, Australien.
Auf dem SONiA & disappear fear Album Blood, Bones & Baltimore (2010) mit Blues und Americana Klängen spielt das disappear fear orchestra mit SONiA (songwriter, lead vocals, guitar, harmonica, piano), Laura Cerulli (percussion, vocals), Howard Markman (electric guitar), Seth Kibel (clarinet, tenor sax), Michael Bowie (upright bass), Helen Hausmann (violin), CiNDY (vocals), Dylan Visvikis (vocals, piano).
Am 4. Juli 2011, dem US-amerikanischen Unabhängigkeitstag, veröffentlichte sie zusammen mit ihrer Schwester die CD Get Your Phil mit 10 Liedern von Phil Ochs, dessen Topical Songs SONiA meisterhaft interpretiert.
Am 17. September 2013 (Occupy Wall Street) erschien ihre 17. CD (Broken Film) mit dem vorab veröffentlichten Song THE BANKER.
Am 7. April 2016 erschien ein Solo-Konzert von SONiA als Doppel-Live-CD, welches 2014 im Maximal Rodgau (Deutschland) aufgenommen wurde. Diese DoCD wurde von der Vereinigung unabhängiger Musiker der Vereinigten Staaten unter die besten 5 Live-CDs des Jahres 2016 gewählt (IMA Independent Music Award 2016).
Auf der Folk Alliance Conference 2017 in Kansas City, USA, wurde SONiA ausgezeichnet als "Spirit of Folk".
Am 8. September 2018 trat SONiA mit vielen internationalen Künstlern beim Benefiz-Konzert "A SONG FOR NUDEM DURAK" in Hamburg auf.
Nudem Durak, eine kurdische Musikerin, wurde 2016 in der Türkei zu 19,5 Jahren Haft verurteilt, weil sie ihre Lieder in ihrer Muttersprache sang (Terrorismusverdacht). Rutsteins Komposition A Voice for Nudem Durak erscheint auf der CD By My Silence im November 2018. Der Titel der CD und des gleichnamigen Songs By My Silence basieren auf den berühmten Worten des Pastor Martin Niemöller.
Rutsteins Tour durch den Mittleren Osten 2006 führte zur Gründung von Guitars for Peace, eine nicht Gewinn orientierte Stiftung, welche Musikinstrumente an Kinder in von Kriegen erschütterte Länder liefert. Von ihren Songs, die direkt aus dem Internet heruntergeladen werden, gehen 18 % des Umsatzes an die Welthungerhilfe.
Sonia Rutstein ist Ko-Autorin des Musicals small house no secrets (Premiere März 2019 in Baltimore) und schreibt Filmmusik (TV-Serien, Dokumentarfilme, Spielfilme wie z. B. Kinderfilm Frog & Wombat - Detektiv Kids - Dem Direktor auf der Spur).

## Diskografie

### Disappear fear
- 1988: Echo My Call
- 1994: disappear fear feat. Janis Ian, Indigo Girls, Craig Krampf
- 1995: Deep Soul Diver
- 1995: Live at the Bottom Line
- 1996: Seed in the Sahara feat. Roy Bittan (E Street Band)
- 2011: Get Your Phil feat. Cindy Frank
- 2013: Broken Film

### SONiA
- 1997: Almost Chocolate
- 2002: Me, Too
- 2003: Live at the Down Home
- 2004: No Bomb is Smart (Grammy nominiert)

### SONiA disappear fear
- 2016: SONiA disappear fear – LiVE at MAXiMAL (DoCD, aufgenommen im Maximal Rodgau 2014)
- 2017: Single Abraham (als Antwort auf die Präsidentenwahl 2016)
- 2018: By My Silence
- 2019: small house no secrets - composer´s cut (Musik aus dem gleichnamigen Musical; voc.,p - SONiA)
- 2020: Single Ghost of the Kangaroo (Erlös für Kampf gegen Klimawandel)
- 2020: LOVE OUT LOUD (Sammlung von eigenen Liedern aus 30 Jahre Band-Geschichte)

### SONiA & disappear fear
- 2005: df05 Live (mit Laura & Angela)
- 2007: Tango (Grammy nominiert)
- 2010: Blood, Bones & Baltimore (Grammy nominiert)

### Benefiz-Sampler
- What´s That I hear? The Songs of Phil Ochs (1998)
- Human Right Campaign
- Lesbian Favorites: Woman like us
- Out Loud: Gay & Lesbian Human

## Verwandtschaft
- Vater Harald „Harry“ Rutstein, Unternehmer, bereiste als erster Mensch der Neuzeit die Original-Route des Marco Polo von Venedig nach China und ist Gründer der Marco Polo Foundation.
- „Tante“ Harriett Rutstein gab ihrem Neffen Robert Zimmermann aka Bob Dylan den ersten Musikunterricht.